# Liste der Naturdenkmale in Heiligenberg (Bodenseekreis)
| Naturdenkmale | Anzahl |
| ------------- | ------ |
| FND           | 0      |
| END           | 10     |
| Gesamt        | 10     |

Die Liste der Naturdenkmale in Heiligenberg nennt die verordneten Naturdenkmale (ND) der im baden-württembergischen Bodenseekreis liegenden Gemeinde Heiligenberg. In Heiligenberg gibt es insgesamt 10 als Naturdenkmal geschützte Objekte, keine sind flächenhafte Naturdenkmale (FND), alle sind Einzelgebilde-Naturdenkmale (END).
Stand: 31. Oktober 2016.

## Einzelgebilde (END)
| Name                               | Bild | Kennung     | Einzelheiten | Position | Fläche Hektar | Datum         |
| ---------------------------------- | ---- | ----------- | ------------ | -------- | ------------- | ------------- |
| Baumgruppe: 4 Linden und 3 Ulmen   | BW   | 84350200007 | Heiligenberg | ⊙        | 0,0           | 28. Okt. 1993 |
| Birn- u. Apfelbaumallee (71 Bäume) | BW   | 84350200011 | Heiligenberg | ⊙        | 0,0           | 28. Okt. 1993 |
| Birn- u. Apfelbaumreihe (70 Bäume) | BW   | 84350200015 | Heiligenberg | ⊙        | 0,0           | 28. Okt. 1993 |
| Sommerlinde                        | BW   | 84350200012 | Heiligenberg | ⊙        | 0,0           | 28. Okt. 1993 |
| 1 Rotbuche (sechsstämmig)          | BW   | 84350200013 | Heiligenberg | ⊙        | 0,0           | 28. Okt. 1993 |
| 1 Sommerlinde                      | BW   | 84350200010 | Heiligenberg | ⊙        | 0,0           | 28. Okt. 1993 |
| 1 Winterlinde                      |      | 84350200006 | Heiligenberg | ⊙        | 0,0           | 28. Okt. 1993 |
| 1 Winterlinde                      | BW   | 84350200014 | Heiligenberg | ⊙        | 0,0           | 28. Okt. 1993 |
| 3 Birnbäume                        | BW   | 84350200008 | Heiligenberg | ⊙        | 0,0           | 28. Okt. 1993 |
| 3 Birnbäume                        | BW   | 84350200009 | Heiligenberg | ⊙        | 0,0           | 28. Okt. 1993 |
| Legende für Naturdenkmal           |      |             |              |          |               |               |